# Гав'юк Олександр Юрійович
Олександр Юрійович Гав'юк (1979—30 січня 2021) — український скульптор-монументаліст. Член Національної спілки художників України. Викладач у Львівському фаховому коледжі декоративного та ужиткового мистецтва імені Івана Труша. Син скульптора Юрія Гав'юка.

## З життєпису
Закінчив Львівський державний коледж декоративного і ужиткового мистецтва імені Івана Труша у 1998 році, відділ скульптури. Захистив бакалаврат у ЛНАМ твором — пів фігура вченого-хіміка Полінга для Львівського національного університету імені Івана Франка. Дипломною роботою на звання магістра була композиція «Бог Велес» для паркової зони Підгорецького замку.
Викладав у Львівському фаховому коледжі декоративного та ужиткового мистецтва імені Івана Труша. Паралельно брав участь в обласних та всеукраїнських виставках, виконував творчі замовлення в монументальній скульптурі, серед яких:
- Пам'ятник Степану Бандері (співавтор — скульптор Юрій Гав'юк; м. Мостиська, Львівська область, 2003)[2];
- Пам'ятник воїнам-афганцям (співавтор — скульптор Юрій Гав'юк; м. Рахів, Закарпатська область)[3];
- Пам'ятник Володимиру Великому (співавтор — скульптор Юрій Гав'юк; м. Рахів, Закарпатська область)[3];
- Пам'ятник Степану Бандері (співавтор — скульптор Юрій Гав'юк; не встановлений; м. Рахів, Закарпатська область);
- Рельєф «Свята Родина» (вапняк);
- Меморіальна таблиця на пошану єпископа УГКЦ Івана Маргітича (бронза; Церква Успіння Пресвятої Богородиці, м. Рахів, Закарпатська область)[4].

Помер 30 січня 2021 року.